# 單日轉向
單日轉向，或稱單日轉勢，香港股市常用名詞，是指一日內股市（尤指恆生指數和恆生國企指數）見頂回落或見底回升的轉向形態。它的形態特徵是成交量驟增，全日波幅極大。它可出現於短期、中期，甚至長期的走勢上；若配以下跌裂口或上升裂口（甚至消耗性裂口），則見頂回落或見底回升時的訊號將更明顯。